# Acker-Knorpelkraut
Das Acker-Knorpelkraut (Polycnemum arvense) ist eine Pflanzenart in der Familie der Fuchsschwanzgewächse (Amaranthaceae).

## Beschreibung

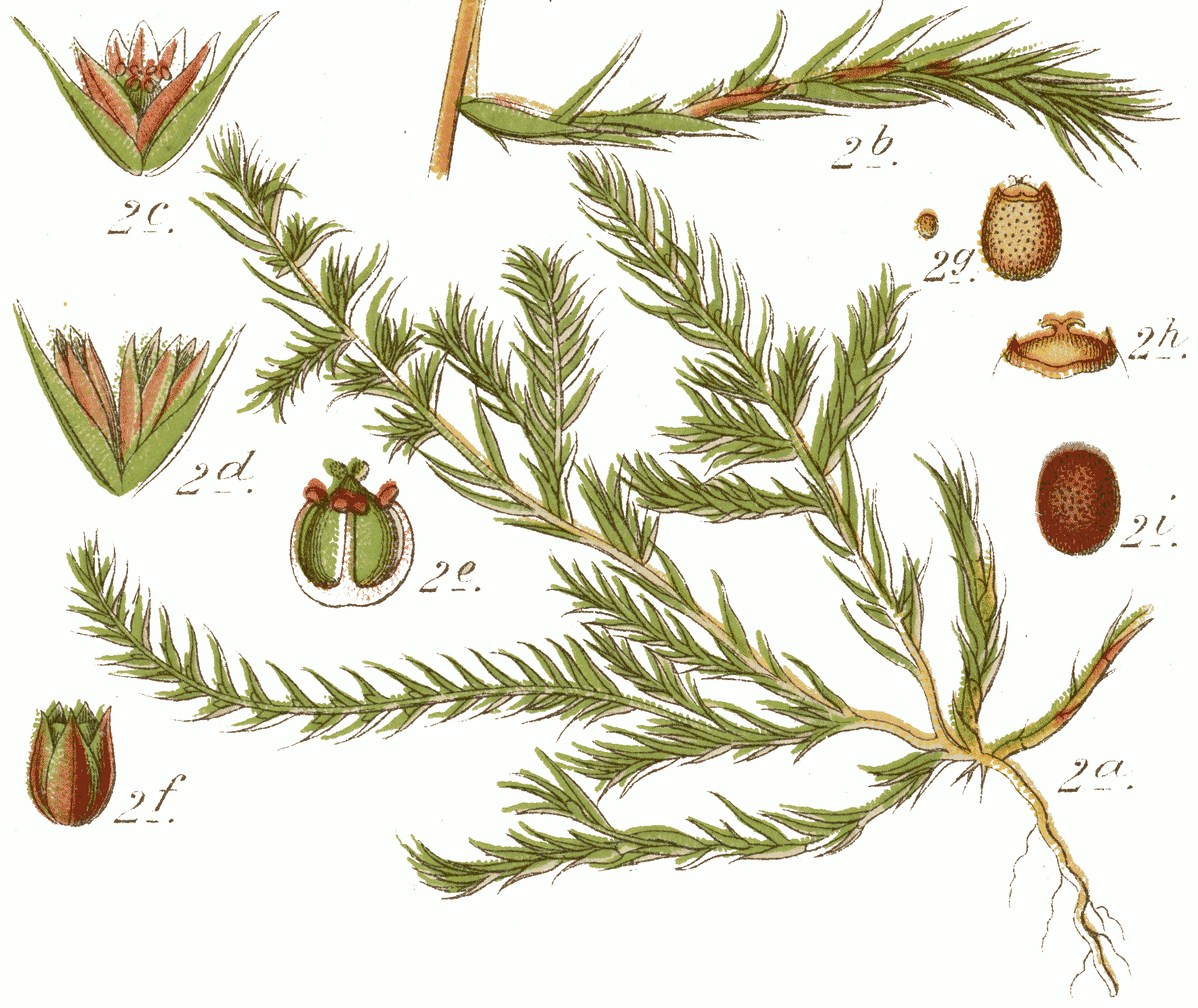
Illustration

Das Acker-Knorpelkraut wächst als einjährige krautige Pflanze und erreicht Wuchshöhen von 5 bis 30 cm. Sie ist anfangs etwas behaart mit einfachen und verzweigten Haaren. Ihre von der Basis an verzweigten, kräftigen Stängel sind in der Blütenregion meist gerade. Die büschelig gehäuften Laubblätter sind bei einer Länge von bis 10 mm pfriemlich nadelförmig und stachelspitzig. Im Querschnitt sind sie dreikantig, so dass auf der Blattunterseite eine vorstehende Mittelrippe zu erkennen ist. Die ganze Pflanze kann rötlich überlaufen sein.
Die Blüten sitzen einzeln in der Achsel eines Tragblattes, welches (selten zwei-) drei- bis fünfmal so lang wie die Blüten ist. Die beiden seitlichen, trockenhäutigen Vorblätter sind etwa so lang wie die Blüten. Die unauffälligen, gelegentlich rötlichen Blüten sind zwittrig. Die Blütenhülle besteht aus fünf Tepalen, die nur 1 bis 1,5 mm lang sind. Meist sind nur drei Staubblätter vorhanden. Die Blütezeit reicht von Juli bis September.
Die Frucht bleibt von der Blütenhülle umschlossen. Der schwarze und deutlich gekörnte Same weist einen Durchmesser von etwa 1,2 mm auf. Der ringförmige Embryo umgibt das Nährgewebe.

### Photosyntheseweg
Wie alle Polycnemum-Arten ist Polycnemum arvense eine C3-Pflanze.

## Verbreitung und Lebensraum
Das Acker-Knorpelkraut ist in Zentral- und Südeuropa und Mittelasien (bis Zypern, Türkei, Kaukasus-Region, Turkmenistan bis Tadschikistan) verbreitet. Als Neophyt kommt es zudem in Kanada (British Columbia) vor.
Es ist eine Pionierpflanze auf offenen Kiesflächen, in Unkrautfluren von Getreidefeldern oder in lückigen Trockenrasen. In Deutschland gilt sie als wärmeliebende Charakterart des Caucalidion-Verbands.
Das Acker-Knorpelkraut ist in Deutschland sehr selten und gilt als vom Aussterben bedroht (Rote Liste gefährdeter Arten 1).

## Taxonomie
Die Erstveröffentlichung von Polycnemum arvense erfolgte 1753 durch Carl von Linné in Species Plantarum, 1, S. 35 und stellte damit gleichzeitig die Gattung Polycnemum auf.
Synonyme von Polycnemum arvense L. sind Polycnemum minus J. Lloyd und Polycnemum arvense subsp. minus (Döll) Briq. (nom. inval.).